# Eufônio

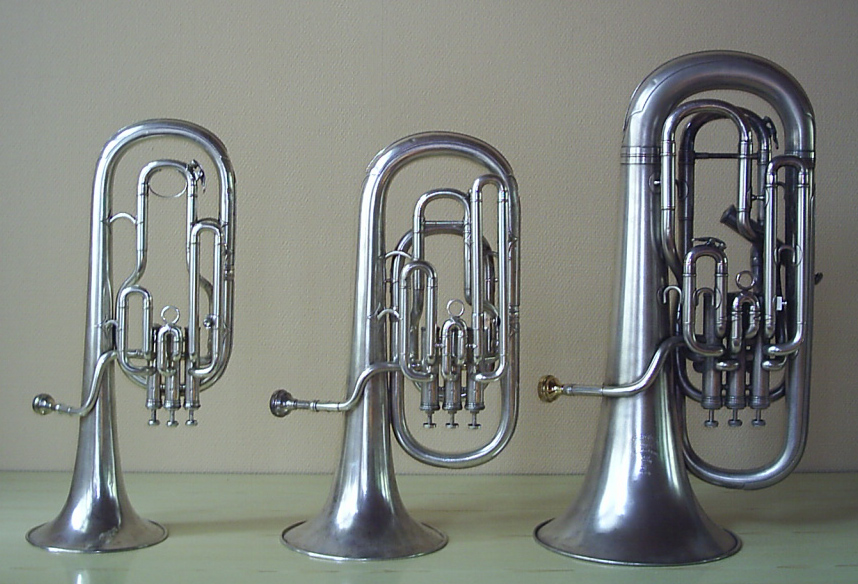
Uma saxotrompa alto, um barítono e um eufônio

O eufónio (português europeu) ou eufônio (português brasileiro), Euphonium ou Bombardino é um aerofone da família dos metais, com largo diâmetro cônico, um tipo de tuba, porém menor em seu tamanho, sendo um pouco maior que o Barítono de Pisto. É um instrumento de médio porte, de 3 ou 4 válvulas, podendo ser compensado ou não, cujo nome deriva do nome da palavra grega antiga εὔφωνος euphōnos, que significa "bem soado" ou "som bonito"(εὖ eu significa" bem "ou" bom "e φωνή phōnē significa "som", portanto, "de bom som"). O eufônio é um instrumento com válvulas. Quase todos os modelos atuais têm válvulas que funcionam por pistos, embora existam alguns modelos com válvulas rotativas. O eufônio pode ser tocado na clave de Fá como um instrumento de não-transposição ou na clave de sol como um instrumento de transposição. Nas bandas de metais britânicas, é normalmente tratado como um instrumento de clave de sol, nas bandas brasileiras, suas partituras são escritas normalmente em clave de fá, e enquanto nas músicas de banda americana, as partes podem ser escritas em clave de fá, clave de sol ou ambos.